# Coppa del Re 1988 (hockey su pista)
La Coppa del Re 1988 è stata la 45ª edizione della principale coppa nazionale spagnola di hockey su pista. La competizione ha avuto luogo dal 10 aprile 1988.
Il trofeo è stato conquistato dal Liceo La Coruña per la terza volta nella sua storia vincendo a tavolino la finale contro il Noia in quanto quest'ultimo non ha potuto partecipare.

## Risultati

### Primo turno

#### Girone A
| Squadra    | Pt | G | V | N | P | GF | GS | DG  |
| ---------- | -- | - | - | - | - | -- | -- | --- |
| Barcellona | 10 | 6 | 5 | 0 | 1 | 31 | 18 | +13 |
| Noia       | 8  | 6 | 4 | 0 | 2 | 31 | 21 | +10 |
| Voltregà   | 6  | 6 | 3 | 0 | 3 | 27 | 25 | +2  |
| Alcobendas | 0  | 6 | 0 | 0 | 6 | 20 | 45 | -25 |

| Squadra 1  | Risultato | Squadra 2  |
| ---------- | --------- | ---------- |
| Barcellona | 3 - 0     | Voltregà   |
| Alcobendas | 4 - 10    | Noia       |
| Alcobendas | 3 - 5     | Voltregà   |
| Noia       | 2 - 6     | Barcellona |
| Barcellona | 8 - 3     | Alcobendas |
| Voltregà   | 4 - 5     | Noia       |
| Noia       | 8 - 1     | Alcobendas |
| Voltregà   | 8 - 4     | Barcellona |
| Barcellona | 4 - 3     | Noia       |
| Voltregà   | 8 - 7     | Alcobendas |
| Alcobendas | 2 - 6     | Barcellona |
| Noia       | 3 - 2     | Voltregà   |

#### Girone B
| Squadra         | Pt | G | V | N | P | GF | GS | DG  |
| --------------- | -- | - | - | - | - | -- | -- | --- |
| Liceo La Coruña | 12 | 6 | 6 | 0 | 0 | 48 | 18 | +30 |
| Reus Deportiu   | 7  | 6 | 3 | 1 | 2 | 30 | 36 | -6  |
| Tordera         | 3  | 6 | 1 | 1 | 4 | 25 | 30 | -5  |
| Santo Domingo   | 2  | 6 | 1 | 0 | 5 | 26 | 35 | -11 |

| Squadra 1       | Risultato | Squadra 2       |
| --------------- | --------- | --------------- |
| Reus Deportiu   | 6 - 3     | Santo Domingo   |
| Tordera         | 2 - 3     | Liceo La Coruña |
| Reus Deportiu   | 3 - 9     | Liceo La Coruña |
| Santo Domingo   | 9 - 3     | Tordera         |
| Liceo La Coruña | 8 - 3     | Santo Domingo   |
| Tordera         | 4 - 6     | Reus Deportiu   |
| Tordera         | 8 - 5     | Santo Domingo   |
| Liceo La Coruña | 11 - 2    | Tordera         |
| Santo Domingo   | 3 - 4     | Reus Deportiu   |
| Liceo La Coruña | 11 - 5    | Reus Deportiu   |
| Reus Deportiu   | 6 - 6     | Tordera         |
| Santo Domingo   | 3 - 6     | Liceo La Coruña |

#### Girone C
| Squadra   | Pt | G | V | N | P | GF | GS | DG  |
| --------- | -- | - | - | - | - | -- | -- | --- |
| Mollet    | 9  | 6 | 4 | 1 | 1 | 29 | 15 | +14 |
| Dominicos | 8  | 6 | 4 | 0 | 2 | 15 | 18 | -3  |
| Igualada  | 6  | 6 | 2 | 2 | 2 | 22 | 19 | +3  |
| Piera     | 1  | 6 | 0 | 1 | 5 | 17 | 35 | -14 |

| Squadra 1 | Risultato | Squadra 2 |
| --------- | --------- | --------- |
| Dominicos | 4 - 3     | Piera     |
| Mollet    | 3 - 3     | Igualada  |
| Dominicos | 4 - 0     | Igualada  |
| Piera     | 4 - 6     | Mollet    |
| Igualada  | 7 - 3     | Piera     |
| Mollet    | 6 - 0     | Dominicos |
| Igualada  | 6 - 2     | Mollet    |
| Piera     | 2 - 3     | Dominicos |
| Igualada  | 2 - 3     | Dominicos |
| Mollet    | 7 - 1     | Piera     |
| Dominicos | 1 - 5     | Mollet    |
| Piera     | 4 - 4     | Igualada  |

### Semifinali
| Squadra 1  | Totale | Squadra 2       | Andata | Ritorno |
| ---------- | ------ | --------------- | ------ | ------- |
| Barcellona | 6 - 6  | Liceo La Coruña | 2 - 1  | 4 - 5   |
| Noia       | 11 - 8 | Mollet          | 6 - 4  | 5 - 4   |

### Finale
| Squadra 1       | Totale | Squadra 2 | Andata | Ritorno |
| --------------- | ------ | --------- | ------ | ------- |
| Liceo La Coruña |        | Noia      | n.d.   | n.d.    |